# Собор і базар
«Собор і Базар» (англ. The Cathedral and the Bazaar: Musings on Linux and Open Source by an Accidental Revolutionary; абревіатура CatB) — концептуальне есе Еріка Реймонда на тему методів розробки програмного забезпечення, засноване на аналізі процесу розробки ядра Linux і особистому досвіді управління відкритим проєктом fetchmail. Вперше «Собор і Базар» був представлений автором на Linux Kongress 27 травня 1997 року у місті Вюрцбург (Німеччина) і вийшов як частина книги з аналогічною назвою 1999 року. Есе часто підноситься як маніфест руху за відкриті вихідні тексти програм.

## «Собор і Базар»
В есе порівнюються дві моделі розробки вільного програмного забезпечення:
- Соборна модель, коли початковий код стає доступним з виходом кожного нового релізу програми, але під час роботи над черговим релізом доступ до коду дозволений лише обмеженому колу розробників проєкту. Як приклад наводяться проєкти GNU Emacs та GCC.
- Базарна модель, в якій код розробляється через Internet на виду громадськості. Реймонд називає Лінуса Торвальдса, лідера проєкту розробки ядра Linux, винахідником такого процесу розробки. Також він наводить оцінний опис застосування базарного методу до роботи над проєктом fetchmail.

Центральною тезою есе виступає твердження Еріка про більшу ефективність «базарної» моделі, яке сформульоване так: «при наявності достатньої кількості очей всі помилки спливають» («given enough eyeballs, all bugs are shallow»). Він називає це законом Лінуса. На думку Реймонда, недолік соборної моделі полягає в тому, що на полювання за помилками йде надмірно велика кількість часу та енергії обмеженого числа розробників, які мають доступ до коду.

## Наслідки та відгуки
Есе допомогло переконати вже наявні вільні проєкти в ефективності використання базарного принципу (повністю або частково). У їх числі GNU Emacs та GCC, спочатку повністю Соборні проєкти. Найвідомішим фактом, пов'язаним з есе, стала його роль у вирішенні Netscape відкрити код Netscape Communicator і почати проєкт Mozilla.
Собор часто є моделлю розробки пропрієтарного програмного забезпечення — з додатковими обмеженнями у вигляді відсутності доступу до вихідного коду навіть при виході релізу програми — у зв'язку з цим фразу «Собор і Базар» часто використовують для зіставлення пропрієтарного і OpenSource програмного забезпечення. (Реймонд використовував дане порівняння в Halloween Documents). Але, попри це, само по собі есе розглядає тільки процес розробки вільного програмного забезпечення, але не звертається до пропрієтарних проєктів.
Як приклади, Wikipedia — проєкт базарного типу, в той час, як Nupedia та Encyclopædia Britannica — соборні проєкти.
Книжка видавництва O'Reilly, в якій в 1999 році було опубліковано «Собор і Базар», стала першою книжкою, що вийшла відповідно до умов Open Publication License.